# QScintilla
QScintilla是對Scintilla的一個Qt端接口，由英國軟件公司Riverbank Computing編寫，它是一面向Qt公司的Qt圖形使用者界面框架的源始碼編輯器組件之一。由於採用了尼爾·霍奇森（英语：Neil Hodgson）用C++寫成的Scintilla組件，QScintilla的內核和基本邏輯均由C++實現。QScintilla封裝了幾乎所有的Scintilla功能；官方解釋稱「QScintilla中，除了能找到普通文本編輯器的所有功能外，QScintilla還包含了有助快速編寫代碼和爲程式除錯的功能，包括語法突顯、錯誤指示符、自動完成和呼叫提示等等。用作選擇的頁邊可有標註，這對於除錯器想要標識中斷點和當前行很有用。渲染選項比市面上很多源代碼編輯器還要多，QScintilla支持比例字形字體、粗體和斜體、多重前景色彩和背景色彩、多重字體等等。」
從理論上來講，QScintilla是一個以C++編寫的自由開源程式庫。由於QScintilla也提供了面向Python的組件（用戶可以搭配版本5或6的PyQt使用它，也可以在PyPI上下載使用），所以QScintilla也可以被視作一Python程式庫。

## 功能
除了以上官方所述的語法突顯、錯誤指示符、自動完成和呼叫提示等以外，QScintilla由於繼承了Scintilla的實現與邏輯，它配備了以下的源代碼編輯器功能：
- 語法摺疊
- 自定義以及可錄影的巨集（宏）
- 多重文件界面
- 文檔打印

由於QScintilla的使用者界面部分基於Qt，因此QScintilla可在任何Qt所支持的平臺上運作，如Windows、Linux、macOS、iOS和Android等。
目前QScintilla的底層邏輯基於Scintilla 3.10.1版本，因此QScintilla可能缺失部分或全部Scintilla在其3.10.1後的版本所實現的功能（如SCI_GETSTYLEDTEXTFULL等，不在QsciScintillaBase類的匿名枚舉中）。

## 許可證與法律地位
與Scintilla不同，QScintilla使用的是與PyQt（和早期Qt）相同的許可證標準。行雙軌許可證：GNU GPL第三版本和PyQt自己的商業許可（目前PyQt和QScintilla均不提供LGPL及其他任何的自由軟體許可證，因爲官方聲稱不確定這樣做能否維持其售賣商業許可證的收入）。開發自由軟體者、開源軟體以及任何非牟利的軟體可使用免費的許可證，但任何牟利性的、商業性的軟體都必須購買PyQt商業許可證才合法。
如果買家買了PyQt商業許可證，那麼其許可證就是終身有效的，使用者可以自由地下載及商業地使用當前和及後版本的PyQt和QScintilla等。但該許可證並不包含購買時間前所發佈的版本。PyQt的商業許可證並不包含Qt的商業許可證；使用者需另外購買。
Riverbank Computing公司不單獨出售QScintilla的許可證；相反，商業使用者必須購買所有的Riverbank Computing產品，包括PyQt、PyQt 3D、PyQt Charts、SIP及QScintilla等。換言之，QScintilla是隨着PyQt衍生而來的產品。

## 範例
右側的圖片爲兩個範例運行的結果，在GNU/Linux的Ubuntu上編譯/運行（用Python和C++編寫後運行的結果均爲一樣）。

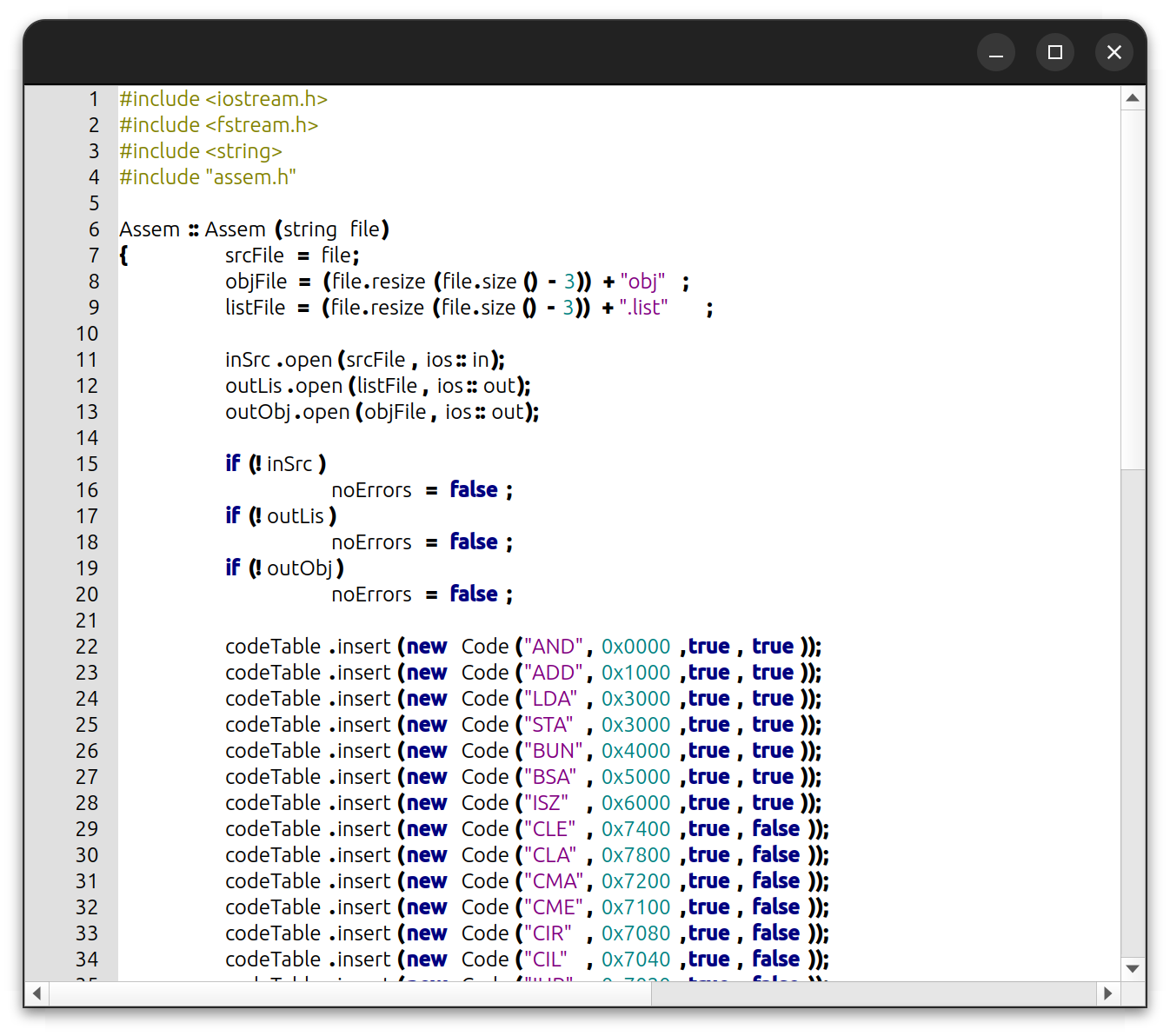
An example using the C++ lexer in QScintilla

此處爲一個使用Python編寫的範例：
```
#!/usr/bin/python3

# -*- encoding: utf8 -*-

from
 
PyQt5.QtWidgets
 
import
 
QApplication
,
 
QMainWindow

# 從PyQt的QtWidgets子模組中導入依賴類，使用版本爲5

from
 
PyQt5.Qsci
 
import
 
QsciLexerCPP
,
 
QsciScintilla

# 從QScintilla導入編輯器及C++詞法分析器類，使用PyQt版本爲5

# 需事先透過「pip install QScintilla」下載

import
 
sys

# 導入sys模塊

# 運行主代碼

if
 
__name__
 
==
 
"__main__"
:

    
app
:
 
QApplication
 
=
 
QApplication
(
sys
.
argv
)

    
# 建立一個QApplication實例

    
mw
:
 
QMainWindow
 
=
 
QMainWindow
()

    
# 建立一個QMainWindow實例

    
ed
:
 
QsciScintilla
 
=
 
QsciScintilla
(
mw
)

    
# 建立編輯器實例，父類爲mw

    
lex
:
 
QsciLexerCPP
 
=
 
QsciLexerCPP
(
ed
)

    
# 建立詞法分析器實例，父類爲ed

    
ed
.
setLexer
(
lex
)

    
# 設定分析器

    
ed
.
setMarginLineNumbers
(
0
,
 
True
)

    
# 設定行號

    
ed
.
setMarginWidth
(
0
,
 
"000000"
)

    
# 設定顯示行號的頁邊界所佔寬度爲六個字符

    
mw
.
setCentralWidget
(
ed
)

    
# 常規操作

    
mw
.
show
()

    
# 顯示mw

    
sys
.
exit
(
app
.
exec
())

    
# 常規操作，也可調用app.exec_()

```

以下爲C++版本：
```
#include
 
<QApplication>

#include
 
<QMainWindow>

// 從PyQt的QtWidgets子模組中導入依賴類，使用版本自由

#include
 
<Qsci/qscilexercpp.h>

#include
 
<Qsci/qsciscintilla.h>

// 從QScintilla導入編輯器及C++詞法分析器類，使用Qt版本自由

// 需事先透過「Qt Online Installer」下載、編譯、封裝Qt

// 然後再從GitHub或Riverbank的官網上下載QScintilla，解壓壓縮包、

// 編譯、下載。

// 需要用到CMake/QMake。

// 運行主代碼

int
 
main
(
int
 
argc
,
 
char
 
*
argv
[])
 
{

    
QApplication
 
app
(
argc
,
 
argv
)

    
// 建立一個QApplication實例

    
QMainWindow
 
mw
()

    
// 建立一個QMainWindow實例

    
QsciScintilla
 
*
ed
 
=
 
new
 
QsciScintilla
(
&
mw
)

    
// 建立編輯器實例，父類爲mw指針地址

    
QsciLexerCPP
 
*
lex
 
=
 
new
 
QsciLexerCPP
(
ed
)

    
// 建立詞法分析器實例，父類爲ed

    
ed
->
setLexer
(
lex
)

    
// 設定分析器

    
ed
->
setMarginLineNumbers
(
0
,
 
true
)

    
// 設定行號

    
ed
->
setMarginWidth
(
0
,
 
"000000"
)

    
// 設定顯示行號的頁邊界所佔寬度爲六個字符

    
mw
.
setCentralWidget
(
ed
)

    
// 常規操作

    
mw
.
show
()

    
// 顯示mw

    
return
 
app
.
exec
()

    
// 常規操作，也可調用app.exec_()

}

```